# Riflessi in un occhio d'oro (romanzo)
Riflessi in un occhio d'oro (Reflections in a Golden Eye) è un romanzo della scrittrice statunitense Carson McCullers, pubblicato nel 1941 pochi mesi dopo la pubblicazione della sua opera prima, Il cuore è un cacciatore solitario.

## Storia editoriale
Originariamente intitolato Army Post, il romanzo fu scritto rapidamente nell'arco di due mesi mentre McCullers si trovava a Fayetteville, vicino alla base militare di Fort Bragg.
L'opera fu pubblicata in due episodi su Harper's Bazaar nel corso del 1940, prima di essere data alle stampe come un unico romanzo nel febbraio 1941. L'opera è dedicata a Annemarie Schwarzenbach, che la scrittrice aveva conosciuto nell'estate 1940.

## Trama
In una base militare nella Georgia degli anni 1930, il soldato semplice Ellgee Williams fatica ad adattarsi alla rigida vita nell'esercito e continua a saltare le esercitazioni per cavalcare o prendere il sole nudo nel bosco. Al capitano Weldon Penderton, invece, la vita militare calza a pennello: figlio a sua volte di un militare, Penderton è intrappolato in un matrimonio apatico con la bella Leonora, che lo tradisce con il maggiore Morris Langdon. 
Penderton, un omosessuale represso, è affascinato dagli amanti della moglie, ma dopo aver visto Ellgee nudo non riesce a smettere di pensare a lui, arrivando a pedinarlo per il campo e fantasticando su una loro vita insieme. Non sa che il giovane è a sua volta ossessionato dalla moglie Leonora dopo averla vista nuda attraverso la finestra. Una notte Ellgee si intrufola a casa del capitano per osservare Leonora dormire da vicino e Weldon, scambiandolo per uno stupratore, gli spara, uccidendolo.

## Adattamento cinematografico
Nel 1967 John Huston ha diretto l'omonimo adattamento cinematografico del romanzo con Marlon Brando ed Elizabeth Taylor.